# CIVO United
Le CIVO United est un club malawite de football basé à Lilongwe. Le club remporte le championnat national en 1987.

## Palmarès
- Championnat du Malawi (1)
  - Champion : 1987

- Coupe du Malawi (1)
  - Vainqueur : 2015
  - Finaliste : 2009